# Coche personalizado

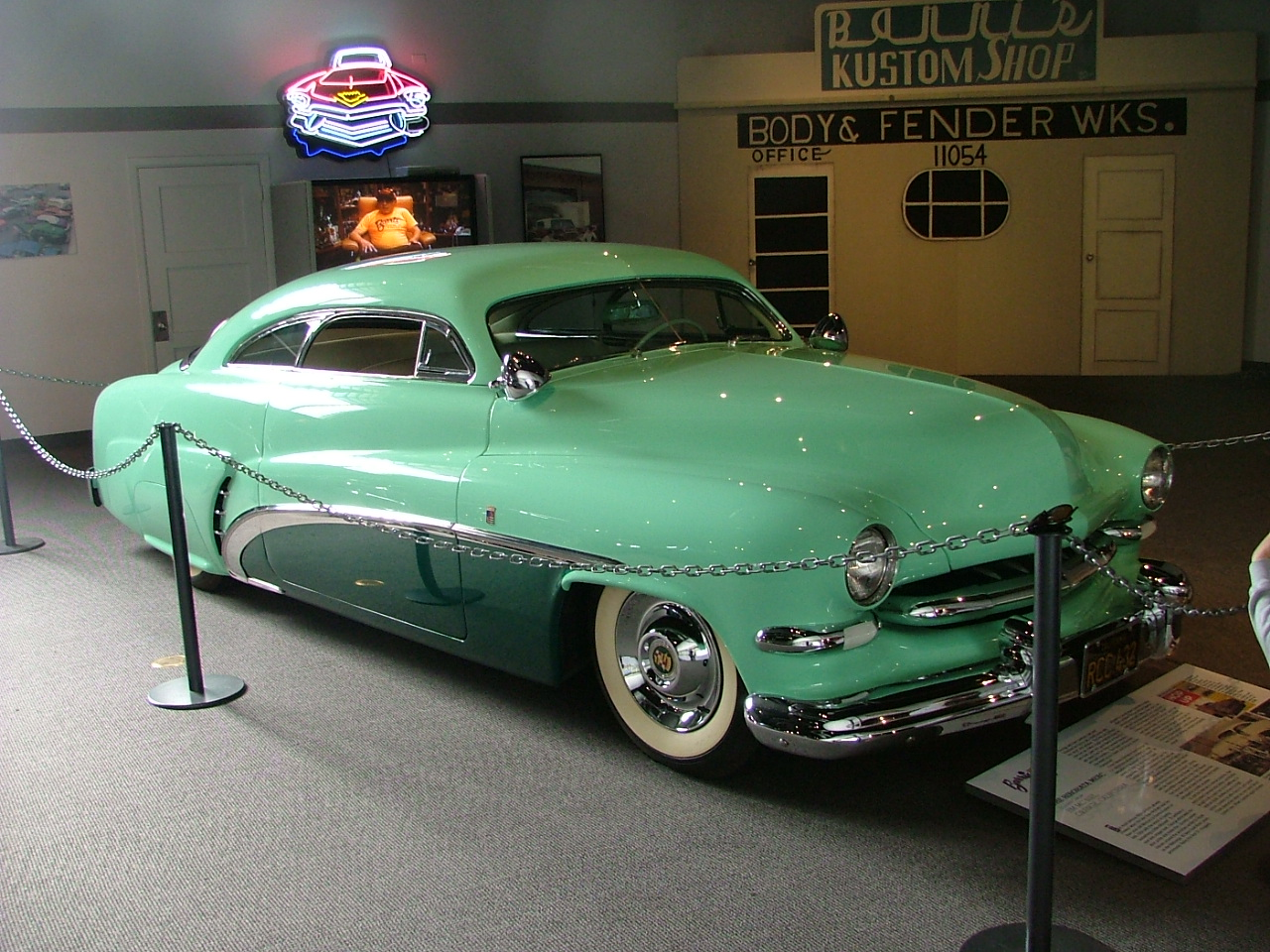
Uno de los famosos coches personalizados al estilo clásico americano, el Hirohata Merc

Un automóvil personalizado es un vehículo de pasajeros que ha sido modificado sustancialmente para mejorar su rendimiento, a menudo mediante la alteración o el reemplazo del motor y la transmisión. Se convierte en una expresión personal de «estilo», utilizando pintura y accesorios no originales para lograr que el automóvil luzca diferente a cualquier vehículo entregado directamente de fábrica, o mediante una combinación de ambos. El deseo de algunos entusiastas del automóvil en Estados Unidos es llevar "el estilo y el rendimiento un paso más allá de la sala de exposición, para crear verdaderamente un automóvil único". En el Reino Unido, según el Collins English Dictionary, un automóvil personalizado se construye según las especificaciones del comprador.
Los automóviles personalizados no deben confundirse con los automóviles comercializados para recibir una carrocería, que históricamente eran chasis rodantes posteriormente equipados con carrocerías de lujo producidas por constructores especializados.

## Historia

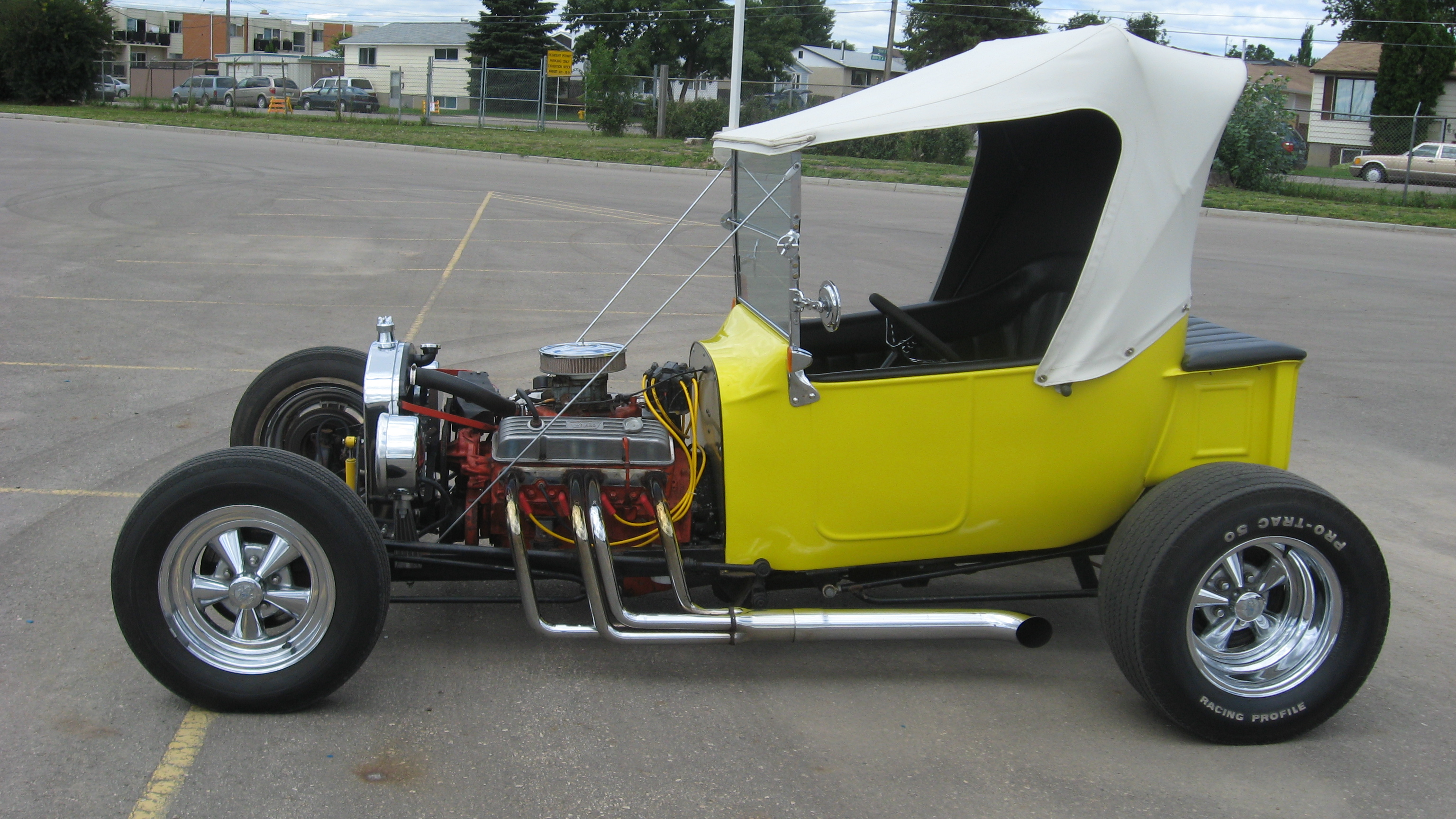
Un T-bucket personalizado, con su característico motor expuesto, parabrisas plano, y colectores y escapes al descubierto. La capota de lona (que se muestra) es opcional. Cuenta con ruedas cromadas de cinco radios, eje de tubo caído, ballesta delantera transversal, frenos de disco delanteros, filtro de aire abierto, tapas de válvulas Weiand y carburador de cuatro cuerpos

Un desarrollo derivado del hot rodding, el cambio de nombre correspondió a la evolución en el diseño de los automóviles que se modificaban. Los primeros hot rods eran automóviles anteriores a la Segunda Guerra Mundial, con estribos y guardabarros simples sobre las ruedas. Los modelos iniciales de automóviles (de 1929 a 1934) se modificaron eliminando los estribos y quitando completamente los guardabarros, o reemplazándolos con diseños más ligeros. Los modelos más tardíos generalmente tenían instalados faldones de guardabarros. El "gow job" se transformó en el hot rod entre principios y mediados de la década de 1950. Las construcciones típicas anteriores a la Segunda Guerra Mundial incluían las ruedas de radios de alambre Ford de 1935.
Muchos automóviles fueron «mejorados» con modificaciones en el motor, tales como la adición de carburadores adicionales, cabezales de alta compresión y escapes dobles. Frecuentemente se realizaban cambios de motor con el objetivo de instalar el motor más potente en la combinación de chasis y carrocería más ligera posible. La suspensión generalmente se modificaba, inicialmente bajando la parte trasera tanto como fuera posible mediante el uso de bloques rebajadores en los resortes traseros. A los automóviles más recientes se les realizaba un trabajo de rastrillo, agregando un eje delantero bajado o calentando los resortes helicoidales delanteros para que la parte delantera del automóvil quedara mucho más baja que la trasera. Inmediatamente después de la guerra, la mayoría de los propietarios cambiarían los frenos mecánicos de varilla por sistemas hidráulicos ("jugo") y de faros de bombilla por faros de haz sellado.
El Deuce personalizado de mediados de los años cincuenta y principios de los sesenta normalmente carecía de guardabarros y presentaba una considerable reducción de los elementos de la carrocería, y casi todos eran modelos Ford (o Mercury, con el motor de 239 pulgadas cúbicas (3916,5 cm³) plano, introducido en 1939); un diferencial trasero de cambio rápido Halibrand también era típico, y un colector de admisión Edelbrock o un magneto de encendido Harman and Collins no serían infrecuentes. Hoy en día, se siguen fabricando reproducciones de husillos, tambores de freno y soportes basados en los modelos de los años 1937. Los cabezales planos del mercado de accesorios estaban disponibles en Barney Navarro, Vic Edelbrock y Offenhauser. El primer colector de admisión que Edelbrock vendió fue un diseño de "tirachinas" para el motor Flatty. Las horquillas de suspensión delantera fueron adaptadas de autos de velocidad, como los Kurtis Kraft. El primer sobrealimentador Jimmy en un V8 pudo haber sido de Navarro en 1950.
Más adelante, las barras y costumbres sustituyeron el antiguo eje trasero macizo por uno independiente, a menudo de Jaguar. En ocasiones, la parrilla de una marca de automóvil se intercambiaba por la de otra; la parrilla del Buick de 1937 era frecuentemente utilizada en un Ford. En las décadas de 1950 y 1960, la parrilla preferida para el cambio era la del DeSoto de 1953. Los hot rods originales se pintaban de manera distintiva, similar a los Ford Modelo A a partir de los cuales se construyeron, y solo gradualmente comenzaron a adoptar colores más variados, finalmente exhibiendo capós elegantes con llamas en tonos amarillo anaranjado o acabados acrílicos profundos "tipo caramelo" en una amplia gama de colores.
Con la evolución en el diseño automotriz, que incluyó la incorporación de guardabarros que rodeaban las ruedas y capós que abarcaban toda la anchura del vehículo, las prácticas anteriores ya no resultaban factibles. Además, en la década de 1950, la publicidad masiva en la industria automotriz despertó un gran interés público por los nuevos modelos, lo que propició el surgimiento de autos personalizados. Estos vehículos intercambiaban faros, parrillas, parachoques, detalles Cromado  en los laterales y luces traseras, así como implementaban luces delanteras y traseras de estilo francés y tipo túnel. Se modificaban las carrocerías cortando láminas de metal, eliminando piezas para reducir la altura del automóvil, soldándolas nuevamente y agregando plomo para darle suavidad a la forma resultante (de ahí el término "trineo de plomo"; aunque desde entonces, el Bondo ha reemplazado en gran medida al plomo). El corte reducía la altura del techo, mientras que el seccionamiento adelgazaba la carrocería de arriba abajo. La canalización implicaba hacer cortes en el piso donde el cuerpo se conectaba al chasis para bajar todo el cuerpo del automóvil. Las aletas a menudo se agregaban desde otros automóviles o se fabricaban con láminas de acero. En la cultura del automóvil personalizado, se menospreciaba a quienes simplemente modificaban la apariencia sin mejorar significativamente el rendimiento. La revista Juxtapoz, fundada por el artista Robert Williams, ha cubierto el arte de la "Kustom Kulture".

## Estilos de modificación

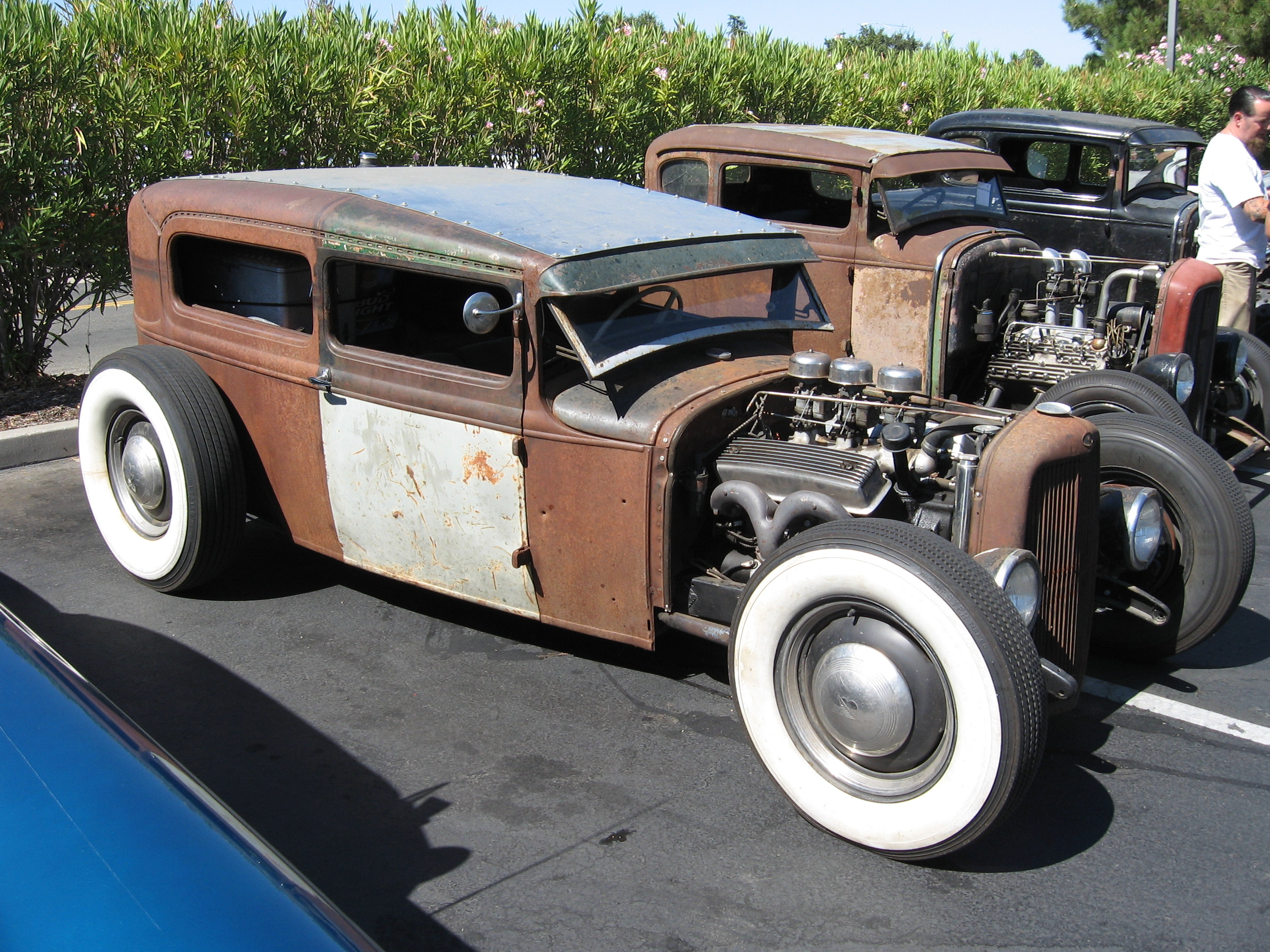
Un ejemplo de un coche estilo Rat Rod.

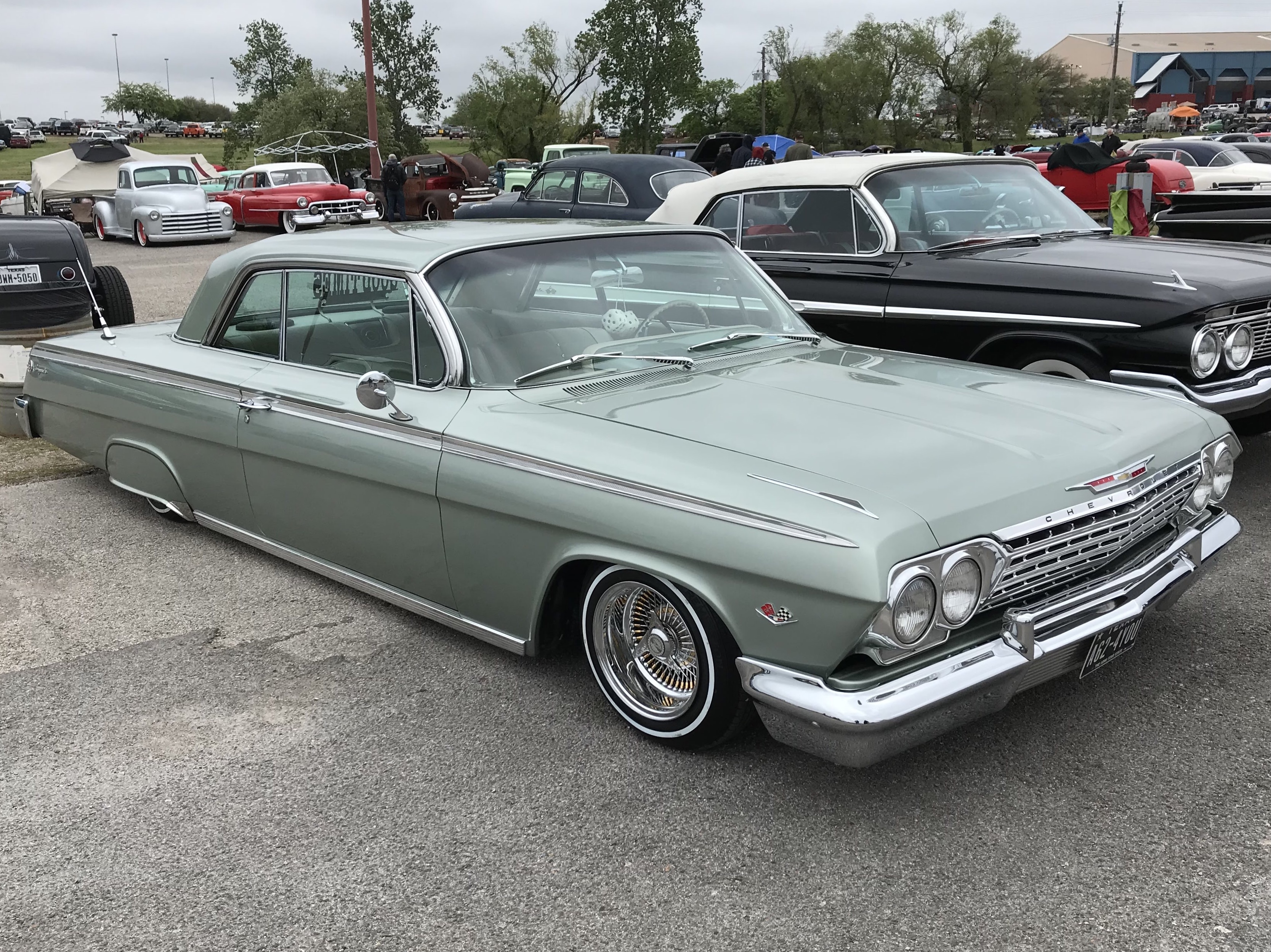
1962 Chevrolet Impala lowrider

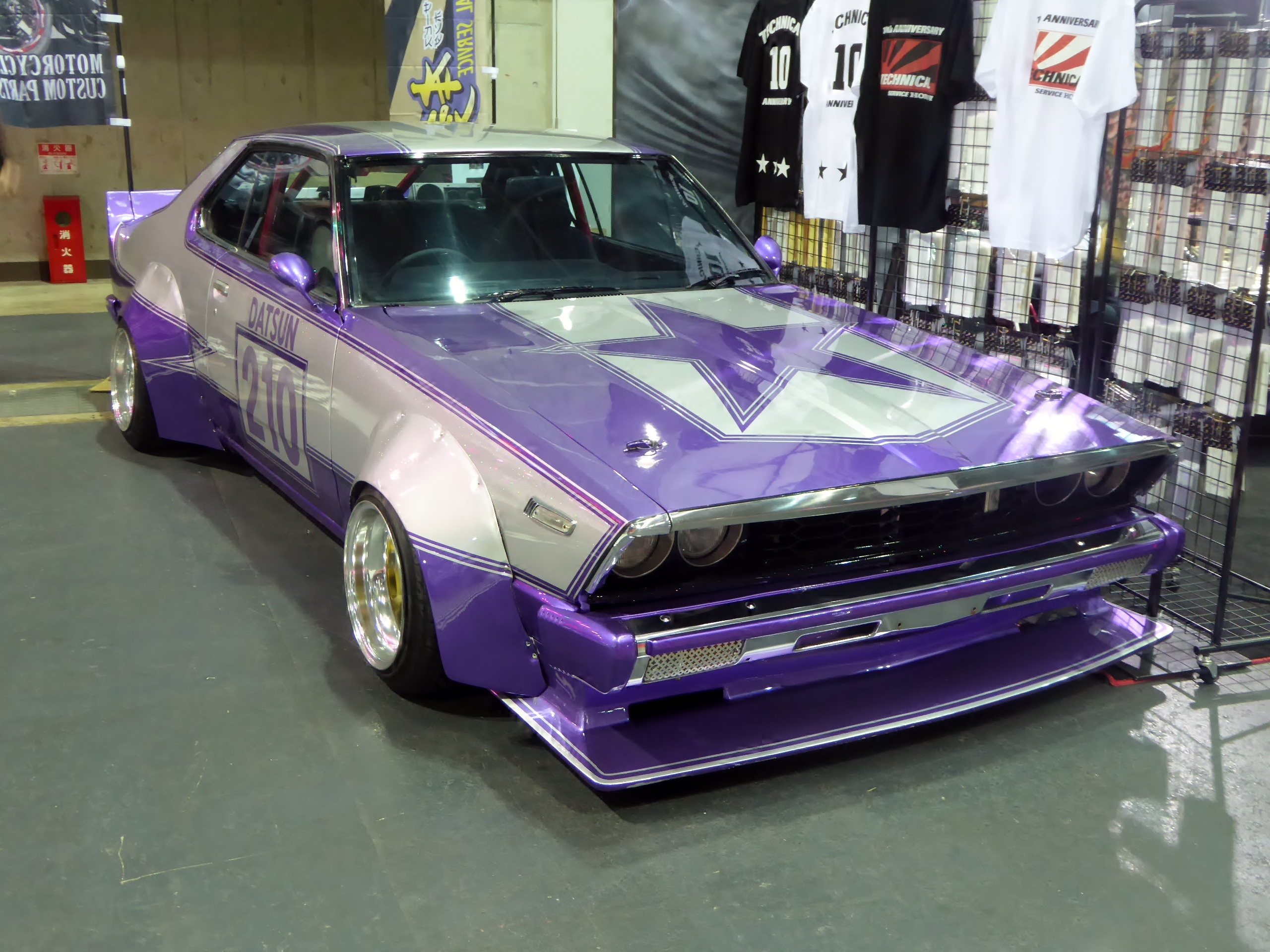
Nissan Skyline C210 modificado al estilo japonés Kaido Racer

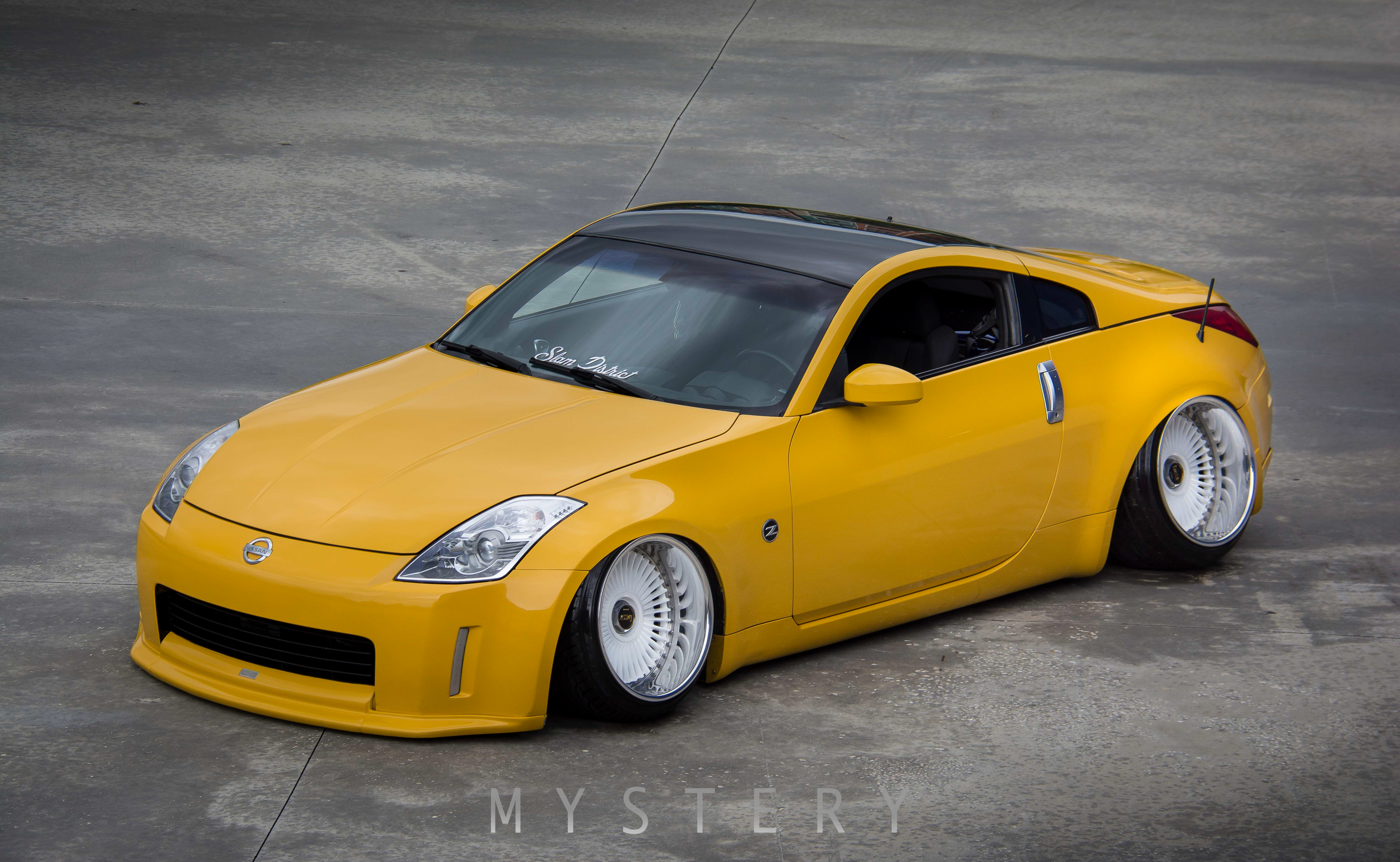
Un Nissan 350Z con suspensión neumática no original y ruedas Work Emitz

Los automóviles modificados pueden presentar diferencias significativas respecto a sus versiones originales. Un factor común entre los propietarios o modificadores es imitar las características visuales y/o de rendimiento de estilos y principios de diseño ya establecidos. Estas similitudes pueden surgir de manera inadvertida. Algunos de los diversos estilos e influencias visuales en la modificación de automóviles incluyen:
- Art car : Coches pintados o decorados para ser piezas de arte.
- <b id="mwjg">Aspecto Cal</b> : un Volkswagen clásico modificado que pretende evocar California mediante el uso de colores, molduras y accesorios brillantes.
- Coche de arrastre : Coches modificados para carreras de arrastre.
- Coche de derrape : Coches modificados para derrapar .
- Dub, donk o Hi-Riser : caracterizado por ruedas extremadamente grandes con neumáticos de perfil bajo, a menudo con configuraciones de altavoces mejoradas y, a veces, pintura, interiores y mejoras de motor personalizados.
- Estilo europeo : Presentado con pintura única y ruedas pequeñas, con rasgos recortados para definir las líneas de la carrocería.
- Aspecto alemán : un Volkswagen Tipo 1, Tipo 3 o Karmann Ghia rebajado y equipado con ruedas magnéticas Porsche de último modelo y un estilo con influencia de turismos . Suspensión y transmisión muy modificadas con énfasis en el manejo y las curvas.
- Hot rod : Estilo que consiste en gran medida en vehículos, componentes y acabados de una época específica para reproducir las características de los primeros autos drag de las décadas de 1930 y 1940.
- Importación o JDM : vehículos japoneses tuneados.
- Itasha : coches decorados con imágenes de personajes de anime, manga o videojuegos
- Kaido Racer : estilo japonés de autos típicamente con suspensión baja, trabajos de pintura brillantes, kits de carrocería extremos y escapes extendidos, a veces inspirados en los autos de carreras japoneses del Grupo 5 "Super Silhouette". Comúnmente asociado con el Bōsōzoku .
- <b id="mwuA">Kustom</b> : Estilo compuesto principalmente por automóviles estadounidenses construidos entre los años 1930 y 1960, personalizados según los estilos de ese período.
- Lowrider : configuraciones de suspensión hidráulica o de bolsa de aire, pintura personalizada, rayas, interior personalizado y, por lo general, ruedas de alambre de pequeño diámetro. Otras pueden parecer restauraciones rectas, salvo una postura baja.
- Estilo militar/de servicio : automóviles diseñados para parecerse a ciertos vehículos de servicio.
- Outlaw : Normalmente Porsches 356, 911 y Karmann Ghias modificados con motores y frenos más potentes, y una apariencia más agresiva. Este movimiento tuvo lugar en el sur de California en la década de 1960.
- Coche de rally : Coches construidos para competir en rallyes .
- Rat rod : Estilo de hot rod y autos personalizados, imitando la apariencia "sin terminar" de algunos hot rods de las décadas de 1940, 1950 y 1960. El "estilo rata" también define un coche que se mantiene en la carretera a pesar del desgaste visible.
- Restomod : Coches clásicos que combinan un estilo exterior original con tecnologías aplicadas modernas (como nuevas suspensiones, ruedas, transmisión) o características interiores modernas (multimedia, etc.) para un uso diario cómodo.
- Reyes sirenas : una subcultura Pasifika de Nueva Zelanda donde los automóviles o las bicicletas se modifican con parlantes o sistemas de megafonía para usarlos en batallas competitivas.
- Aspecto del sur de Londres : Ford británicos de los años 50 y 70 sutilmente modificados, rebajados, con pintura en colores pastel y rines de acero Lotus Cortina de 13 pulgadas o rines magnéticos RS, Minilite o Revolution. Estos coches suelen utilizar un motor Ford Kent o Pinto sintonizado.
- Losa : se originó en el área de Houston desde mediados de la década de 1980; por lo general, un automóvil de lujo estadounidense de tamaño completo está equipado con "codos" personalizados, un tipo de ruedas de alambre extendidas que sobresalen de los guardabarros, los altavoces y los letreros de neón. dentro del panel del maletero. Otras modificaciones de "losa" incluyen paneles de cajuela accionados hidráulicamente (un "baúl pop"), pintura color caramelo, molduras verticales de acero inoxidable en el panel de la cajuela (conocidas como "hebillas de cinturón"), parrilla no original y el uso de un frente Cadillac. conversión de chapa final. Los interiores de las losas suelen estar revestidos de color beige o tostado (en lo que se llama "interior de mantequilla de maní"). Generalmente asociado con la música hip hop de Houston .
- Sleeper : autos con apariencia original y mejoras de rendimiento.
- Postura : este estilo se asocia principalmente con automóviles deportivos y de pasajeros con configuraciones de suspensión rebajadas. Las ruedas personalizadas con neumáticos de perfil bajo juegan un papel importante en este estilo y, a menudo, presentan tamaños, desplazamientos y curvatura agresivos.
- Estilo VIP : un estilo japonés de personalización de coches de lujo.

## Características

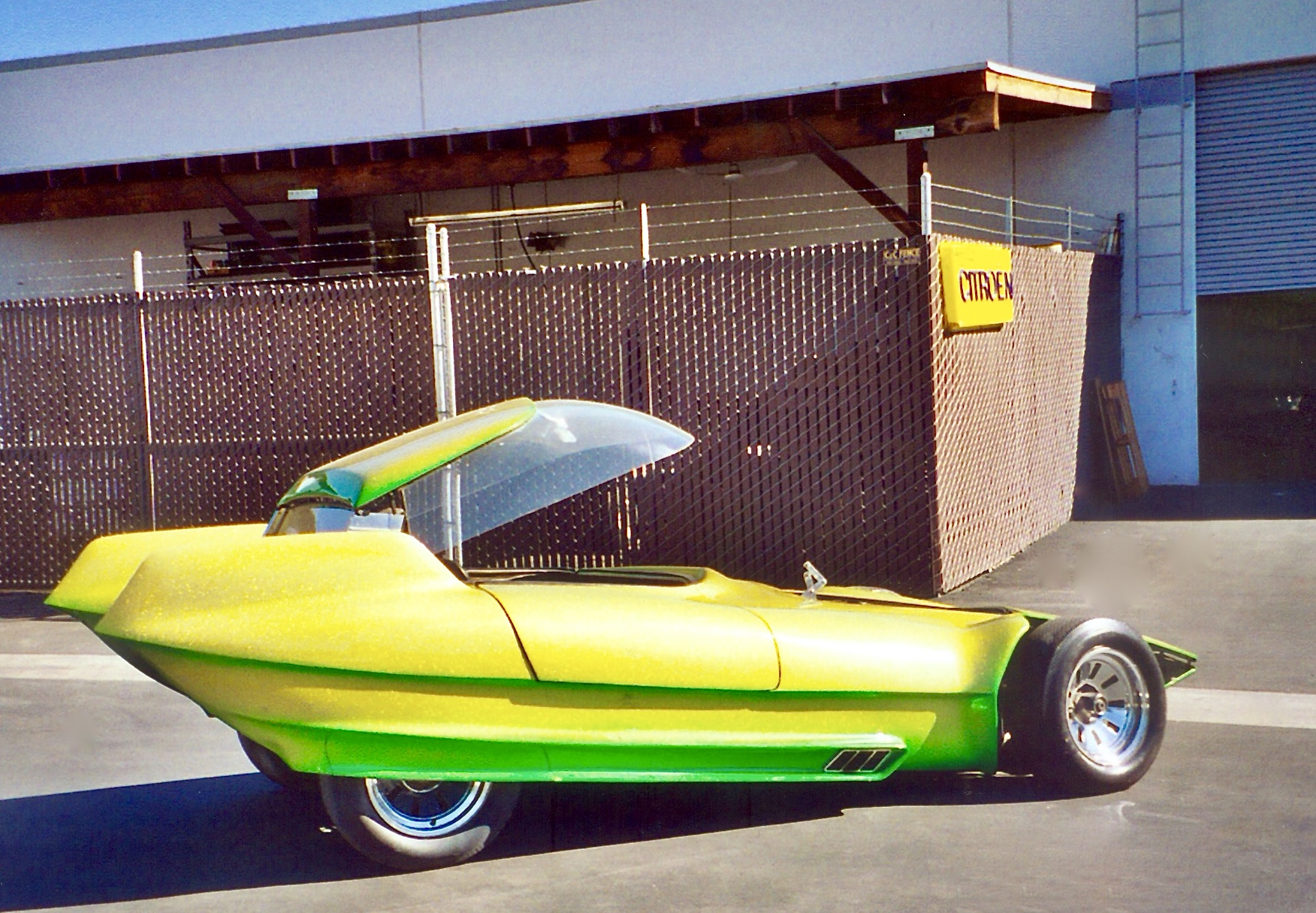
The Reactor (show rod) de Gene Winfield con un estilo de desvanecimiento de pintura que se mezcla de un color a otro

### Pintar

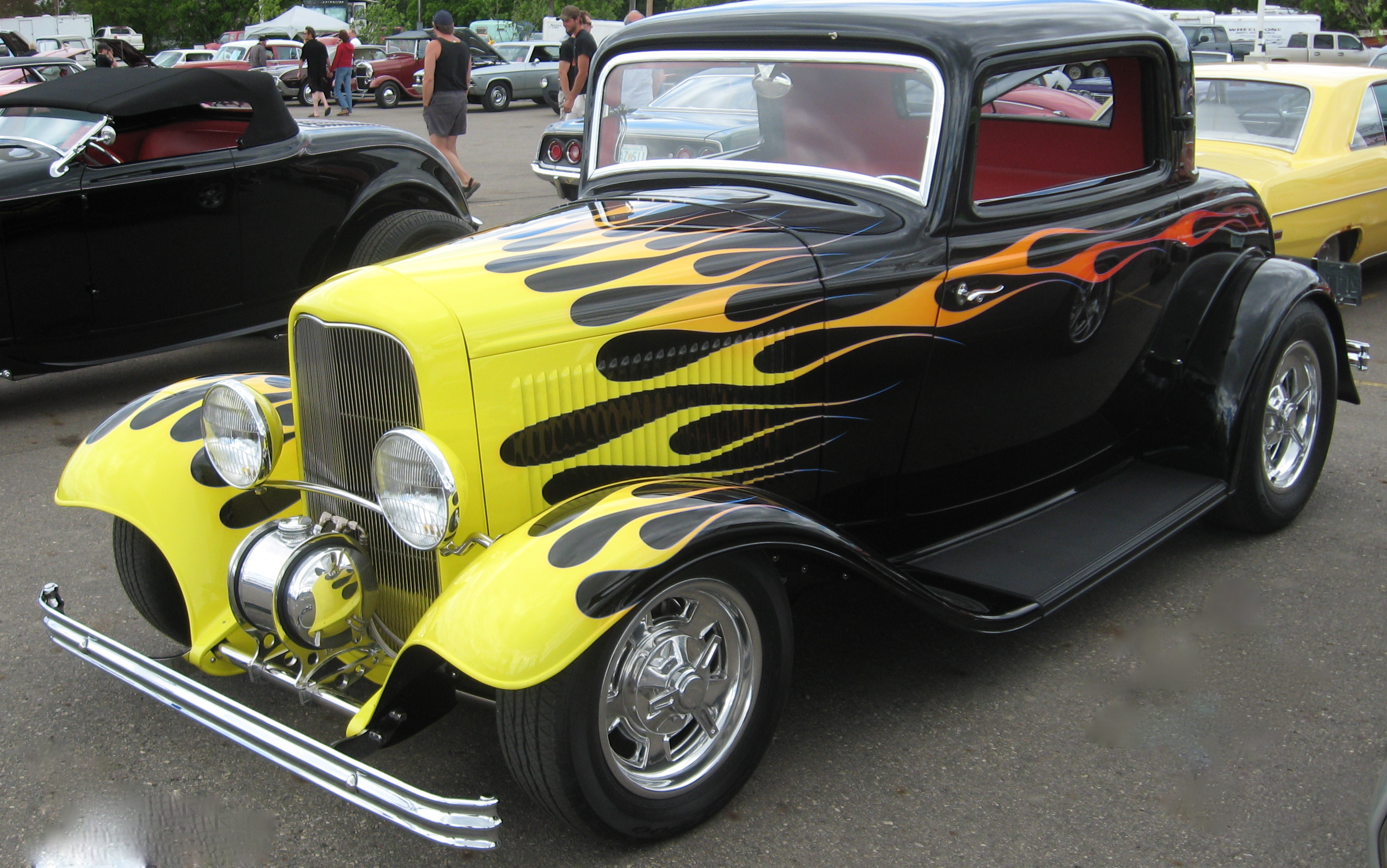
'32 de tres ventanas con un diseño de llama de estilo clásico y un tanque lunar, que recuerda a Chapouris '

La pintura era una consideración crucial. Una vez completada la carrocería, los automóviles se pintaban con colores inusuales. En la década de 1960, surgieron la pintura de manzana de caramelo transparente, pero con colores vibrantes, aplicada sobre una capa base metálica, y la pintura de escamas de metal, que incorporaba brillo de aluminio en la pintura de manzana de caramelo. Se requerían múltiples capas para lograr un efecto brillante, el cual, en climas cálidos, tendía a desprenderse. Este proceso y estilo de pintura fueron desarrollados por Joe Bailon, un personalizador del norte de California.
Los personalizadores también continuaron con la práctica de agregar pintura decorativa después de finalizar la capa principal, con llamas que se extendían hacia atrás desde las ruedas delanteras, festones y telas a rayas pintadas a mano de un color contrastante. Se esperaba que el color base, generalmente aplicado en una sola capa, fuera una pintura más sencilla. Posteriormente, las llamas se expandieron al capó, cubriendo toda la parte frontal, y han evolucionado desde los tradicionales rojos y amarillos hasta incluir azules, verdes y llamas "fantasmas" del mismo color de la carrocería. Un estilo específico de llamas conocido como "llamas de garra de cangrejo", que aún persiste en la actualidad, se atribuye a Dean Jeffries.

### Cambios de motor
Los cambios de motor son una modificación común que implica tomar el motor de un automóvil y colocarlo en otro, a menudo en un vehículo que originalmente no estaba equipado con ese motor. Algunos de los motores más frecuentemente intercambiados incluyen el BMW M54, el Chevy de bloque pequeño, el Chevy LS, el Chrysler Hemi, el Cummins Serie B, el Ford Barra, el Ford Coyote, el Ford Flathead V8, el Honda B, el Honda K, el Mazda 13B, el Nissan RB, el Nissan SR, el Subaru EJ, el Toyota JZ, el Toyota UZ, el Toyota S y el Volkswagen VR6. Realizar un cambio de motor generalmente implica un alto nivel de modificación y fabricación para adaptar el motor y conectarlo con la carrocería, la transmisión y el sistema eléctrico del vehículo receptor. Muchas empresas ofrecen kits para cambios de motor comunes, que incluyen elementos como placas adaptadoras para la transmisión, miembro K, soportes del motor, bastidor auxiliar delantero y más, según lo requerido para un cambio en particular. Algunos cambios de motor conservarán la transmisión original del vehículo, mientras que otros optarán por la transmisión del automóvil donante o por una transmisión completamente diferente.

## Premios
Uno de los galardones más anhelados por los personalizadores estadounidenses es el trofeo AMBR (America's Most Beautiful Roadster), otorgado anualmente en el Grand National Roadster Show desde 1948. Originalmente conocido en la comunidad de personalizadores como el Oakland Roadster Show, conservó este nombre hasta su traslado al sur de California en 2003. Esta competición ha sido la fuente de creación de costumbres famosas y radicales.
Otro reconocimiento destacado es el Premio Ridler, otorgado en el Detroit Autorama desde 1964 en honor al promotor del espectáculo, Don Ridler. Con uno de los requisitos de entrada más singulares en una exhibición de autos, los ganadores del prestigioso Premio Ridler son seleccionados como los vehículos más destacados entre los presentados por primera vez. Este proceso lleva a los fabricantes de muchos roadsters de alta gama a participar inicialmente en el Autorama y luego en el Grand National Show, con la esperanza de ganar los máximos honores en ambos eventos. Pocos automóviles y propietarios pueden presumir de lograr este notable hito.

## Costumbres notables

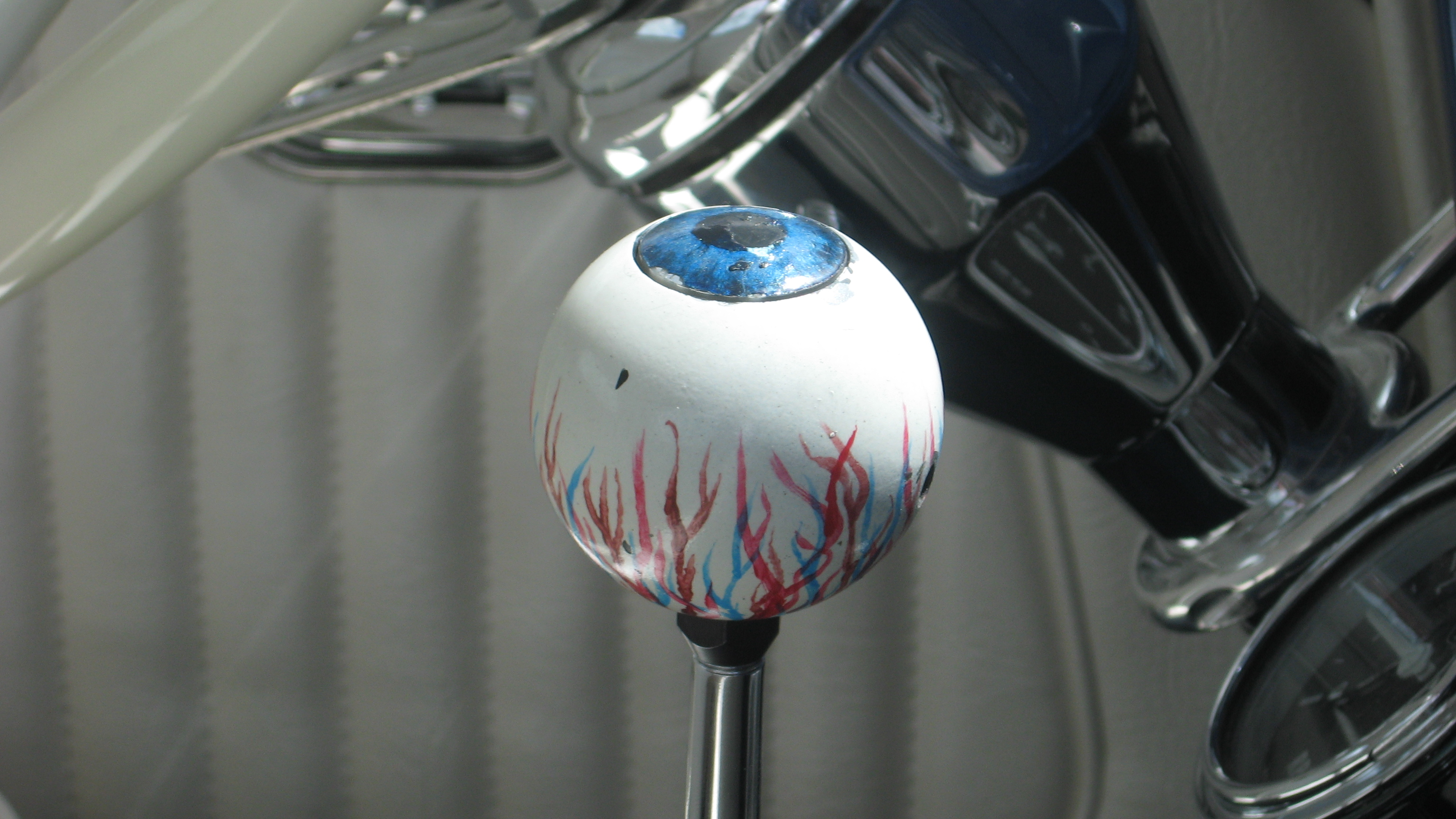
La perilla de cambio 'Big Daddy' Roth 'globo ocular inyectado en sangre' era una moda pasajera de los años 60.

Algunas personalizaciones captaron la atención al ganar el codiciado trofeo AMBR o destacar por su estilo extravagante. Entre ellas, se destacan el Silhouette y el Mysterion de Ed Roth. Algunos de estos proyectos más peculiares fueron posteriormente transformados en autos Hot Wheels, incluyendo The Red Baron.
Otros automóviles personalizados se volvieron destacados gracias a sus apariciones en películas, como el Ala Kart (1958), The California Kid de tres ventanas (1973) o el amarillo de dos puertas en "American Graffiti" (1973), así como en programas de televisión, tales como The Monkeemobile, el coche fúnebre de "Munsters" o, más recientemente, el Tool Time '34 totalmente personalizado de Boyd, y el Eliminator de tres ventanas '33 de Don Thelan, creado para el vídeo de ZZ Top. Los vehículos especializados, como el T/A KITT de Knight Rider, generalmente no se consideran autos personalizados, sino más bien vehículos de películas o televisión, ya que mantienen en gran medida su apariencia original.
Aun así, otros ejemplificaron una tendencia destacada. Un ejemplo notable es el Merc de 1951 construido por los hermanos Barris para Bob Hirohata en 1953, conocido desde entonces como el Hirohata Merc. Aunque no apareció en la película "Runnin' Wild", se ha convertido en un ícono de las personalizaciones de la década de 1950 y en un ejemplo destacado de cómo personalizar exitosamente un Merc. En el mismo año, Neil Emory y Clayton Jensen de Valley Custom Shop construyeron el Polynesian para Jack Stewart, partiendo de un sedán Holiday 88 de 1950. El Polynesian fue presentado en la portada de Hot Rod en agosto y fue detallado en 54 páginas en el Motor Trend Custom Car Annual en 1954.